# Haaniella
Haaniella (Syn.: Miniopteryx) ist eine Gattung aus der Gespenstschrecken-Familie Heteropterygidae.

## Morphologie
Die Arten der Gattung Haaniella erreichen im weiblichen Geschlecht 4,5 bis 16,5 cm Körperlänge. Die mit 2,5 bis 9,8 cm Länge stets kleineren Männchen haben einen schlankeren Hinterleib (Abdomen) als die Weibchen, deren Abdomen besonders in der Mitte breiter und höher ist als der übrige Körper. Bei den Weibchen endet das Abdomen wie bei allen Vertretern der Unterfamilie Heteropteryginae in einem spitzen Legestachel, welcher den eigentlichen Ovipositor umgibt. Bei den Weibchen reichen die Vorderflügel (Tegmina) der adulten Tiere jeweils nur knapp bis zum Hinterleib. Auch bei den Männchen der meisten Arten enden sie auf dieser Höhe. Lediglich die Flügel der Männchen von Haaniella aculeata, Haaniella glaber und Haaniella mecheli sind deutlich länger und haben einen ähnlichen Flügelbau wie die der Malaiischen Riesengespenstschrecke (Heteropteryx dilatata). Ihre schmalen Vorderflügel bedecken die Hälfte oder teilweise fast das gesamte Abdomen. Die darunter liegenden Hinterflügel sind meist noch länger. Bei den kurzflügeligen Vertretern werden die ebenfalls sehr kurzen Hinterflügel vollständig von den Vorderflügeln bedeckt und sind zu Stridulationsorganen umgebaut, welche zur Abwehrstridulation genutzt werden.
Charakteristisch für die auf Borneo lebenden Arten, also Haaniella dehaanii, Haaniella echinata, Haaniella grayii, Haaniella saussurei und Haaniella scabra sind die insbesondere bei den Jugendstadien kräftig gefärbten Zwischenhäute im Bereich der Hinter- und Mittelhüften und teilweise der Abdominalsternite. Diese sind meist artspezifisch gefärbt. Viele Haaniella-Arten sind insbesondere durch die Anordnung ihrer Stacheln (Acanthotaxie) voneinander zu unterscheiden.

## Verbreitung und Lebensraum

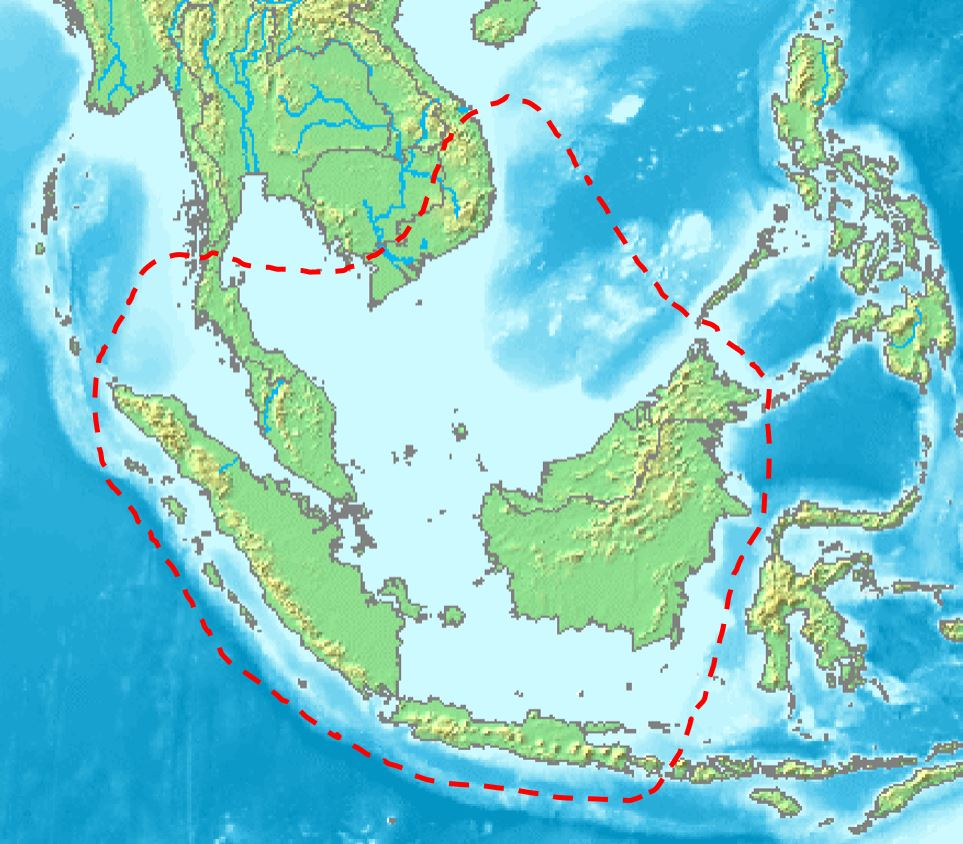
Verbreitungsgebiet von Haaniella nach Bank et al. (2021)

Verbreitungsschwerpunkte der bisher bekannten Arten sind Sumatra, wo zehn Arten endemisch sind und Borneo mit fünf endemischen Arten. Weitere Vertreter sind auf der Malaiischen Halbinsel, in Singapur und der Insel Simeuluë zu finden. Eine Besonderheit stellt mit Südvietnam das Verbreitungsgebiet von Haaniella gorochovi da.

Die meisten Arten bewohnen tropische Regenwäldern vom Flachland bis in eine Höhe von 800 m. Haaniella scabra ist dagegen eine Gebirgsart und in kühleren Höhen zwischen 1000 und 1800 m heimisch. Auch der Fundort von Haaniella gintingi liegt relativ hoch. Die Art wurde im November 2010 im Norden Sumatras in der Nähe des Vulkans Sibayak in 1400 bis 1600 m Höhe von Jimmy Gideon Ginting entdeckt worden.

## Fortpflanzung und Lebenserwartung

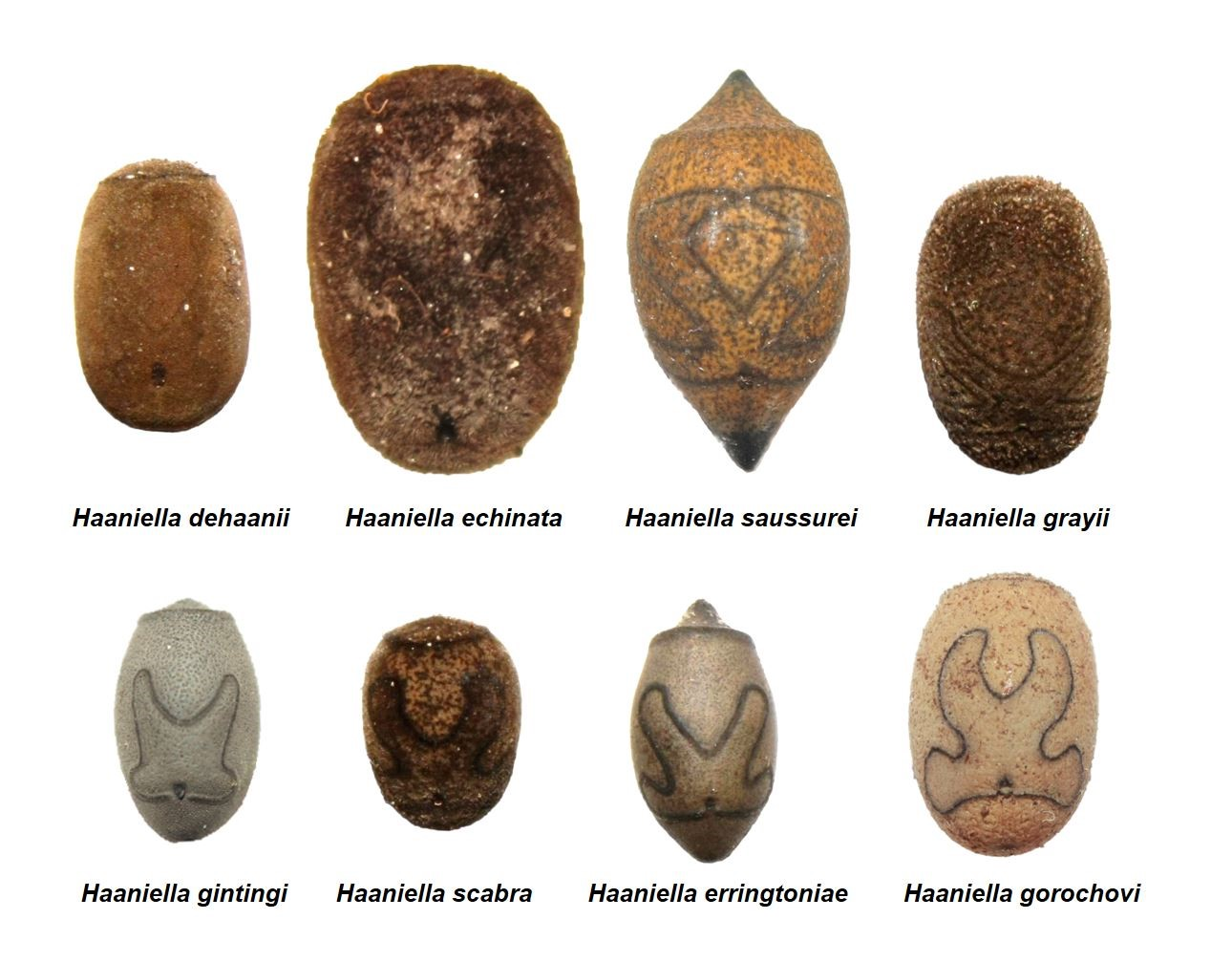
Eier von acht Haaniella-Arten

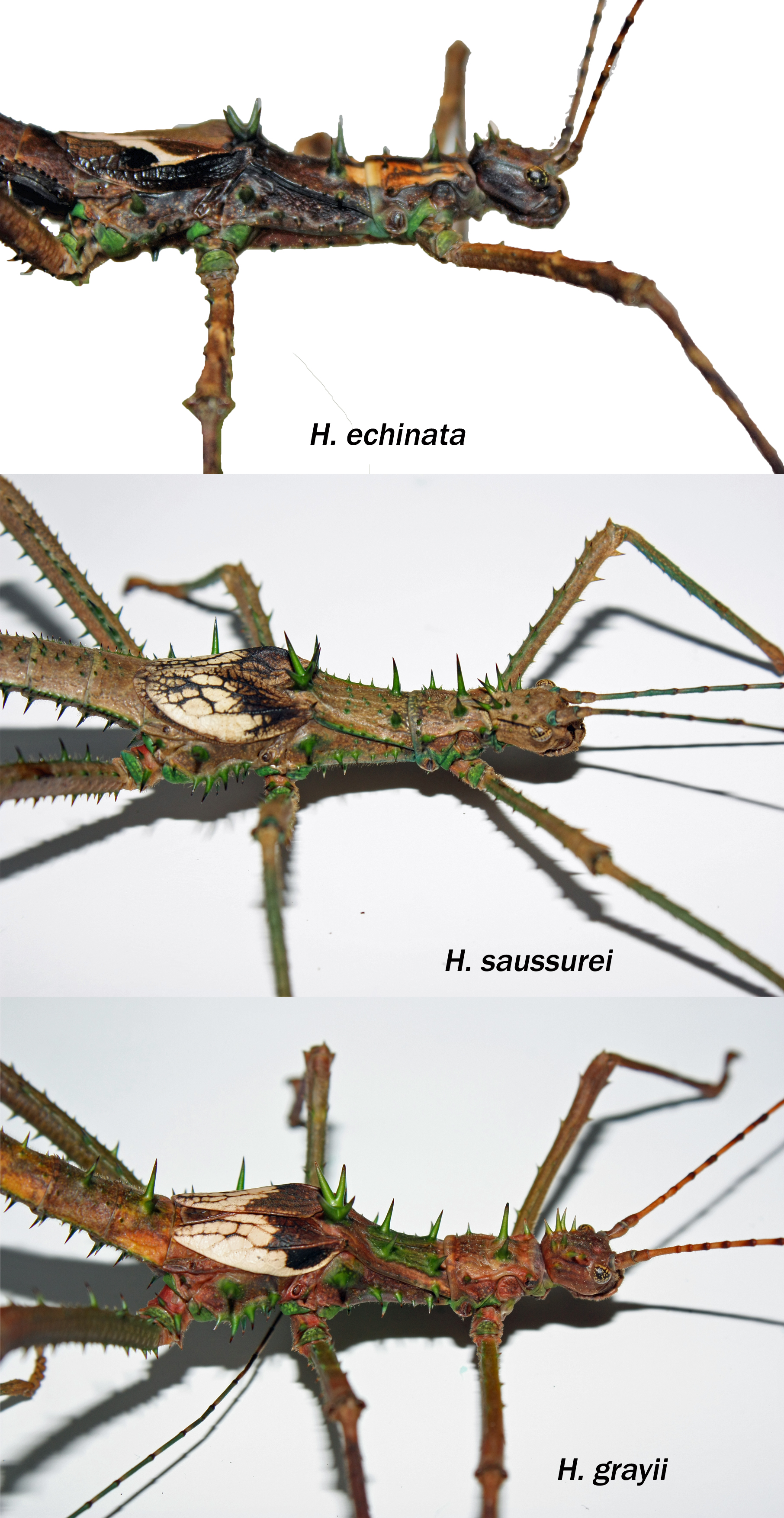
Anordnung der Bruststacheln bei den Männchen von H. echinata, H. saussurei und H. grayii im Vergleich

Die Weibchen legen ihre verhältnismäßig großen Eier mittels Legestachel mehrere Zentimeter tief im Erdboden ab. Mit einer Länge von bis zu zwölf Millimetern und einem Gewicht von knapp 0,3 Gramm produziert Haaniella echinata die größten bekannten Gespenstschreckeneier. Die Eier haben eine diagonal kreuzförmige Mikropylarplatte in deren unterem Winkel sich die Mikropyle befindet. Bei vielen Arten ist die Oberfläche der Eier rau und beborstet. Die Eier der Muelleri-Artengruppe sind dagegen eher glatt und unbehaart. Die Nymphen schlüpfen je nach Art und Umweltbedingungen nach 6 bis 18 Monaten. Das Heranwachsen zur Imago dauert ebenfalls 6 bis 18 Monate, wobei einige Vertreter Muelleri-Artengruppe mit sechs Monaten bis zum Schlupf und weiteren sechs Monaten bis zur Imago die Art mit der kürzesten Entwicklungszeit ist. Viele andere Haaniella-Arten brauchen nicht nur länger für die Entwicklung, sondern erreichen auch ein deutlich höheres Alter. So konnte Oskar V. Conle bei einem Wildfangweibchen von Haaniella scabra ein Alter von mehr als fünf Jahren dokumentieren.

## Systematik
Typusart der Gattung ist Haaniella muelleri, genauer deren Basionym Phasma muelleri. Die Gattung wurde 1904 von William Forsell Kirby zu Ehren des holländischen Zoologen Wilhem de Haan aufgestellt, welcher die Typusart beschrieben hatte. Kirby überführte in diese Gattung eine Reihe bereits beschriebener Arten aus der Gattung Heteropteryx, welche dadurch monotypisch wurde.

Über viele Jahrzehnten wurden Haaniella erringtoniae, Haaniella glaber, Haaniella mecheli und Haaniella rosenbergii als Synonym zu Haaniella muelleri betrachtet. Diese Synonymisierung wurde erst durch eine umfangreiche Veröffentlichung von Frank H. Hennemann et al. aus dem Jahr 2016 aufgehoben, in welcher noch fünf weitere Arten neu beschrieben worden sind. Außerdem wurde die 2004 in der Gattung Miniopteryx überstellte Haaniella parva zurück in die Gattung Haaniella überführt, wodurch Miniopteryx ein Synonym zu Haaniella wurde. Für die Gattung wurde eine Einteilung in drei Artengruppen vorgeschlagen. Der Echinata-Artengruppe wurden die von Borneo stammenden Haaniella echinata, Haaniella saussurei und Haaniella scabra zugeordnet, der Grayii-Artengruppe Haaniella grayii und Haaniella dehaanii, sowie die nicht auf Borneo vorkommenden Haaniella gorochovi und Haaniella parva. Alle anderen Arten, die durchweg nicht von Borneo stammen, wurden der Muelleri-Artengruppe zugeordnet. 

Diese Einteilung konnte durch eine 2021 veröffentlichte Arbeit von Sarah Bank et al. nicht bestätigt werden. In dieser wurden zur Klärung der Phylogenie der Heteropterygidae vier mitochondriale Gene und drei Gene aus dem Zellkern untersucht. Im Ergebnis wurde gezeigt, dass die Vertreter der Heteropterygini zwar eine gemeinsame Klade bilden, aber die Gattung Heteropteryx phylogenetisch mitten in mehreren Linien von aktuell in Haaniella geführten Arten zu platzieren ist. Dem folgend müsste entweder Haaniella in mehrere Gattungen aufgespalten werden oder zugunsten der früher beschrieben Gattung Heteropteryx eingezogen werden.

Im Jahr 2018 beschrieb Francis Seow-Choen mit Haaniella parva muiengae eine Unterart zur Nominatform von Haaniella parva. In derselben Arbeit beschrieb er mit Haaniella azlini, eine Art, die sehr stark Haaniella gintingi ähnelt. Weitere Unterarten beschrieb und revalidisierte Seow-Choen 2020.
Zu Haaniella werden die folgenden Arten und Unterarten gezählt:
- Haaniella aculeata Hennemann, Conle, Brock & Seow-Choen, 2016
  - Haaniella aculeata aculeata Hennemann, Conle, Brock & Seow-Choen, 2016
  - Haaniella aculeata longipennis Seow-Choen, 2020
- Haaniella azlini Seow-Choen, 2018
- Haaniella dehaanii (Westwood, 1859)
(Syn. = Heteropteryx dipsacus Redtenbacher, 1906)
- Haaniella echinata (Redtenbacher, 1906)
- Haaniella erringtoniae (Redtenbacher, 1906)
- Haaniella gintingi Hennemann, Conle, Brock & Seow-Choen, 2016
- Haaniella glaber (Redtenbacher, 1906)
(Syn. = Haaniella muelleri simplex Günther, 1944)
- Haaniella gorochovi Hennemann, Conle, Brock & Seow-Choen, 2016
- Haaniella grayii (Westwood, 1859)
(Syn. = Heteropteryx australe Kirby, 1896)
- Haaniella jacobsoni Günther, 1944
- Haaniella kerincia Hennemann, Conle, Brock, Seow-Choen & Gorochov, 2016
- Haaniella mecheli (Redtenbacher, 1906)
  - Haaniella mecheli mecheli (Redtenbacher, 1906)
  - Haaniella mecheli macroptera Hennemann, Conle, Brock & Seow-Choen, 2016
- Haaniella muelleri (de Haan, 1842)
- Haaniella parva Günther, 1944
  - Haaniella parva parva Günther, 1944
  - Haaniella parva muiengae Seow-Choen, 2020
- Haaniella rosenbergii (Kaup, 1871)
  - Haaniella rosenbergii rosenbergii (Kaup, 1871)
  - Haaniella rosenbergii novaeguineae Günther, 1930
  - Haaniella rosenbergii subulussalama Seow-Choen, 2020
- Haaniella saussurei Kirby, 1904
(Syn. = Haaniella echidna Rehn, J. W. H., 1938)
(Syn. = Heteropteryx grayi Saussure, 1869)
(Syn. = Heteropteryx saussurei Redtenbacher, 1906)
- Haaniella scabra (Redtenbacher, 1906)

## Nutzung durch den Menschen
Von einigen indigenen Völkern auf Borneo ist bekannt, dass sie die sehr großen Eier einiger Haaniella-Arten essen. Dabei werden diese nicht nur wegen des hohen Proteingehaltes geschätzt, sondern sollen gekocht auch gegen Durchfall helfen.
Aus der Gattung Haaniella befinden sich einige Arten bei den Liebhabern von Gespenstschrecken in Zucht. Die Phasmid Study Group führt sieben Arten in ihrer Kulturliste, die niederländisch-belgische Phasma acht Arten, davon einige in mehreren Fundvarianten. Nachdem 1979 als erste Haaniella echinata (PSG-Nummer 26) eingeführt wurde, folgten die anderen auf Borneo heimischen Arten. So kamen 1984 die ersten Haaniella scabra (PSG-Nummer 70), 1990 Haaniella grayii (PSG-Nummer 125) und Haaniella dehaanii (PSG-Nummer 126) und schließlich 1994 Haaniella saussurei (PSG-Nummer 177) in die Terrarien der europäischen Liebhaber. Ebenfalls Anfang der 1990er Jahre wurde Haaniella erringtoniae von der Malaiischen Halbinsel eingeführt. Auch Haaniella gintingi, welche vor ihrer Beschreibung nach ihrem Fundort als Haaniella sp. 'Sibayak' bezeichnet wurde, ist 2011 eingeführt worden und von Bruno Kneubühler erfolgreich auf- und nachgezogen worden. Im Jahr 2014 wurde Haaniella gorochovi unter dem Namen Haaniella sp. 'Bidoup Nui Ba' aus Vietnam als achte Art nach Europa eingeführt und unter der PSG-Nummer 404 in Zucht.
Die Zucht von Haaniella-Arten gilt aufgrund der langsamen Entwicklung allgemein als etwas heikel. Zwar nehmen die Tiere die meisten Futterpflanzen problemlos an, neigen aber im Frühjahr und Frühsommer beim Verfüttern von zu frischem Laub zu Durchfall, was zum Totalverlust ganzer Zuchtstämme führen kann. Außerdem führt die lange Entwicklungszeit der spröden und teilweise stoßempfindlichen Eier häufig zu geringen Schlupfraten, da konstante bzw. optimale Bedingungen zur Inkubation über einen langen Zeitraum gewährleistet werden müssen.

## Bilder

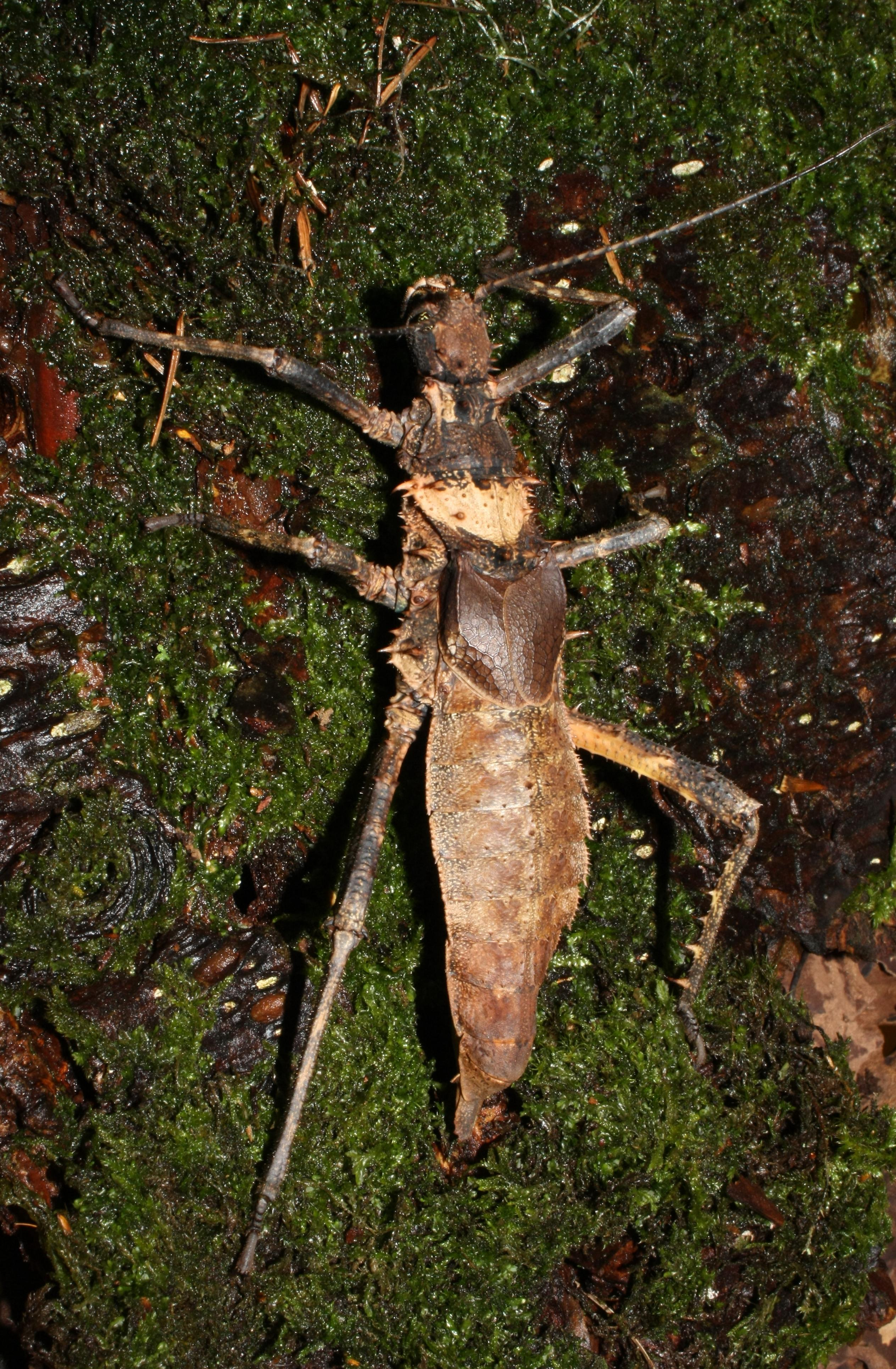
Haaniella dehaanii, frisch adultes Weibchen
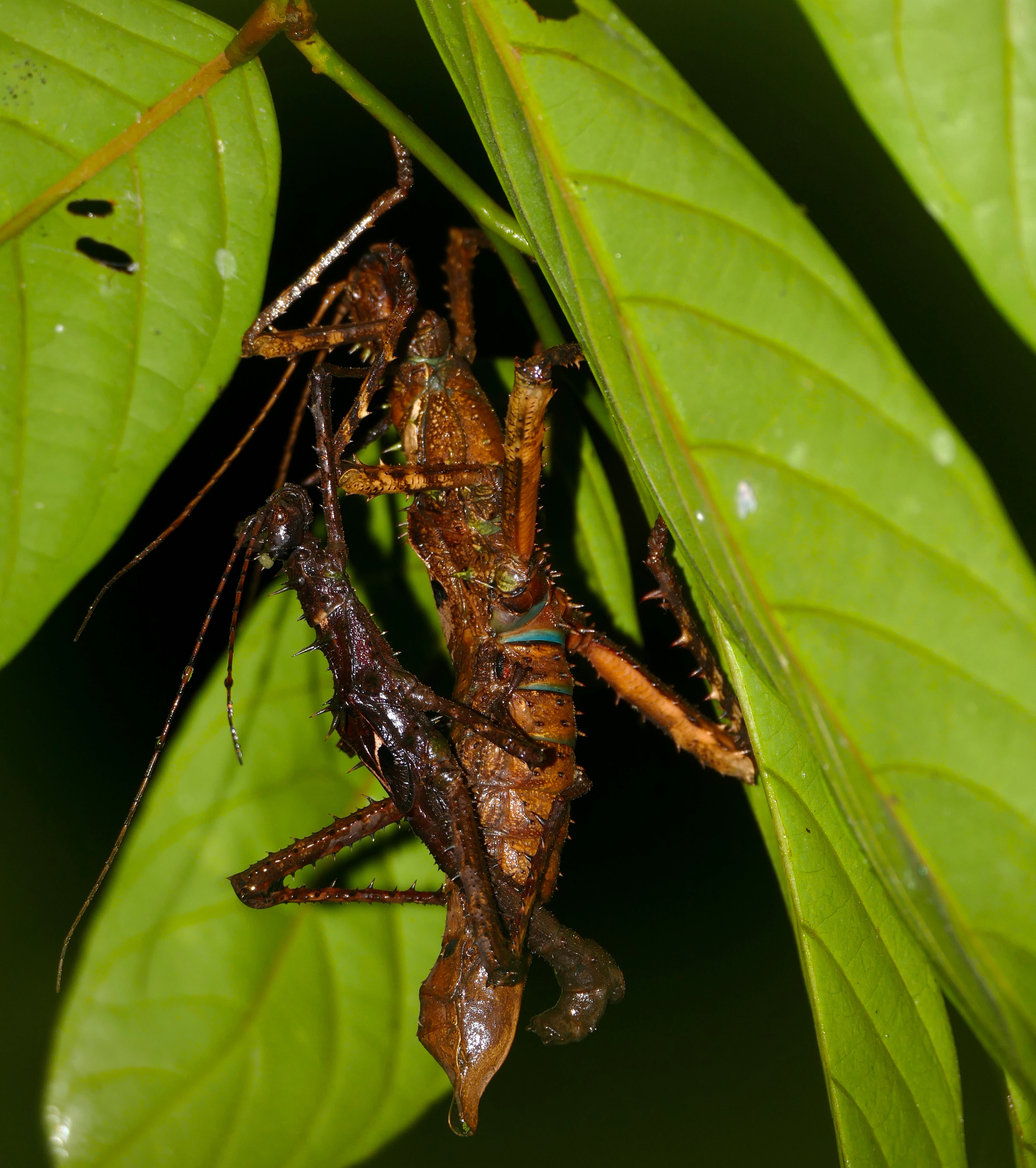
Haaniella echinata, Pärchen
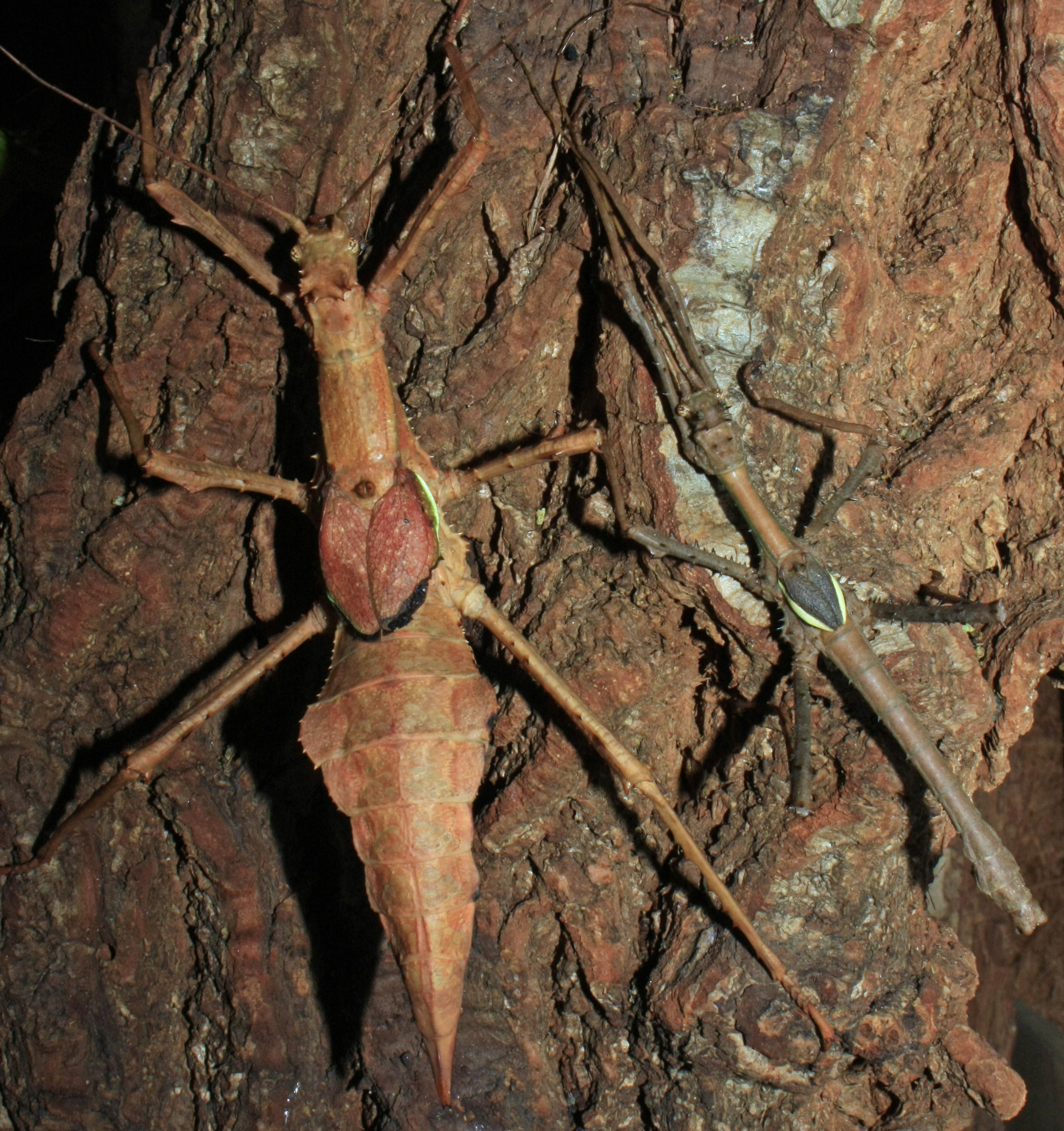
Haaniella gintingi 'Sibayak', Pärchen
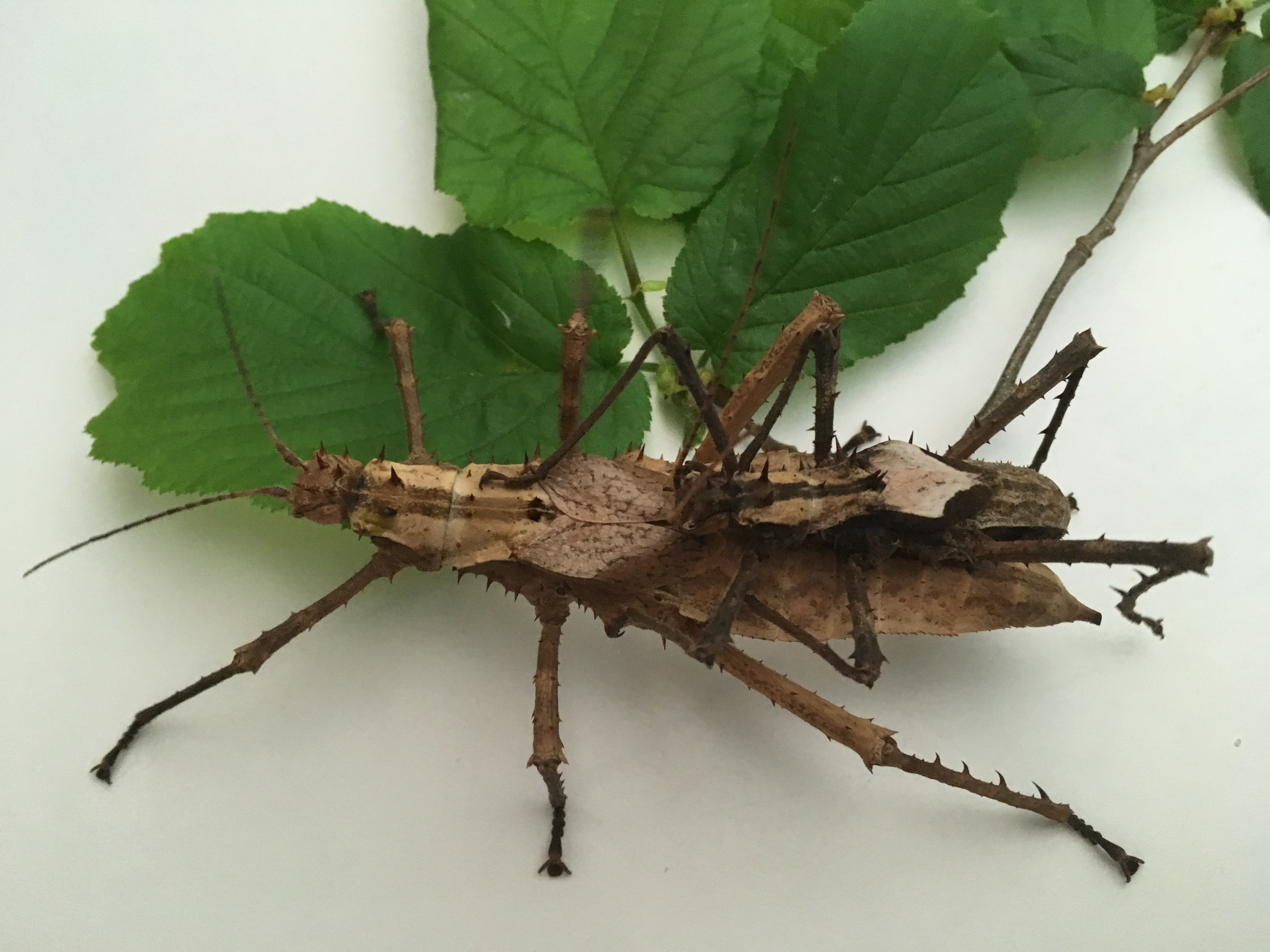
Haaniella gorochovi 'Bidoup Nui Ba', Pärchen
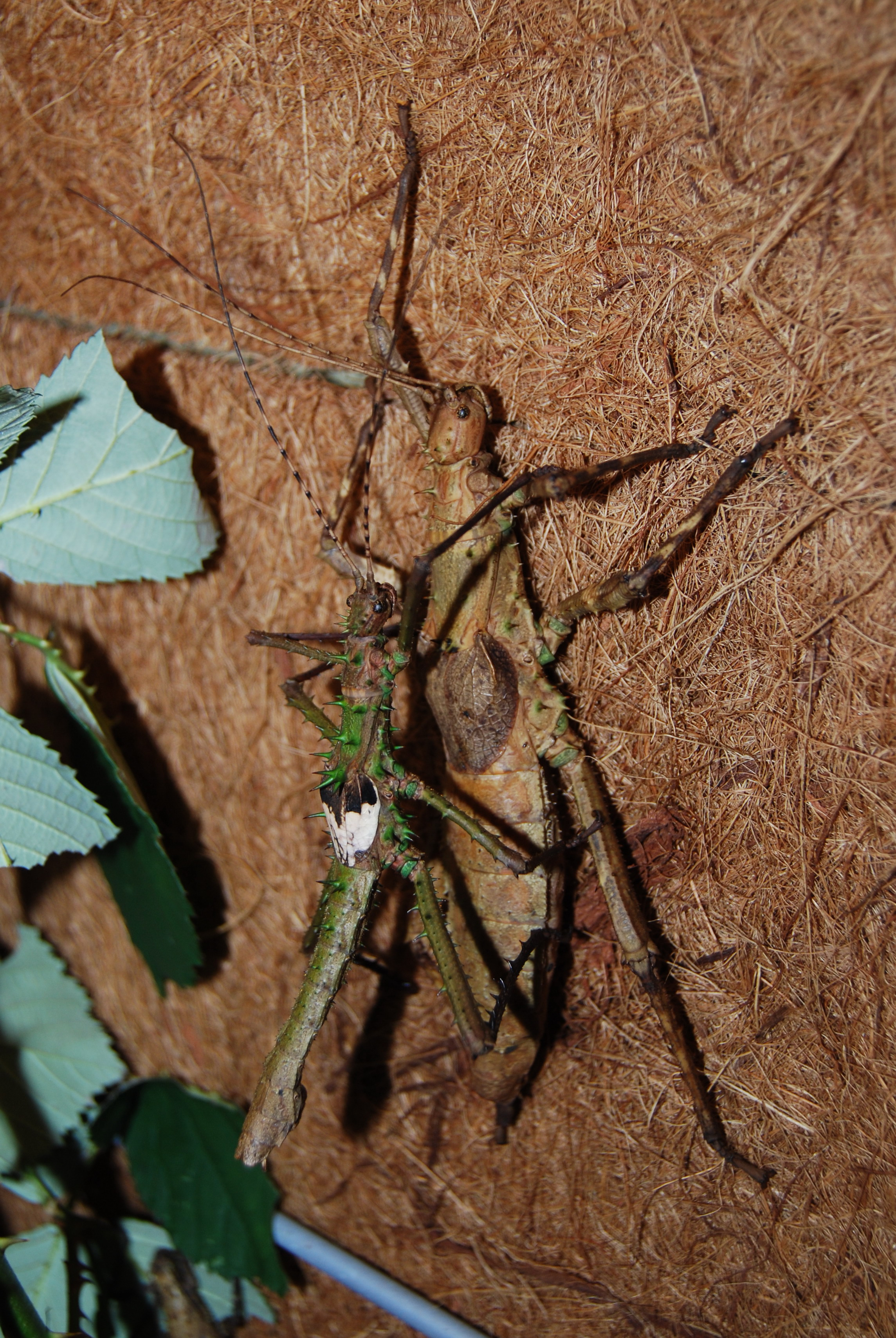
Haaniella grayii, Pärchen
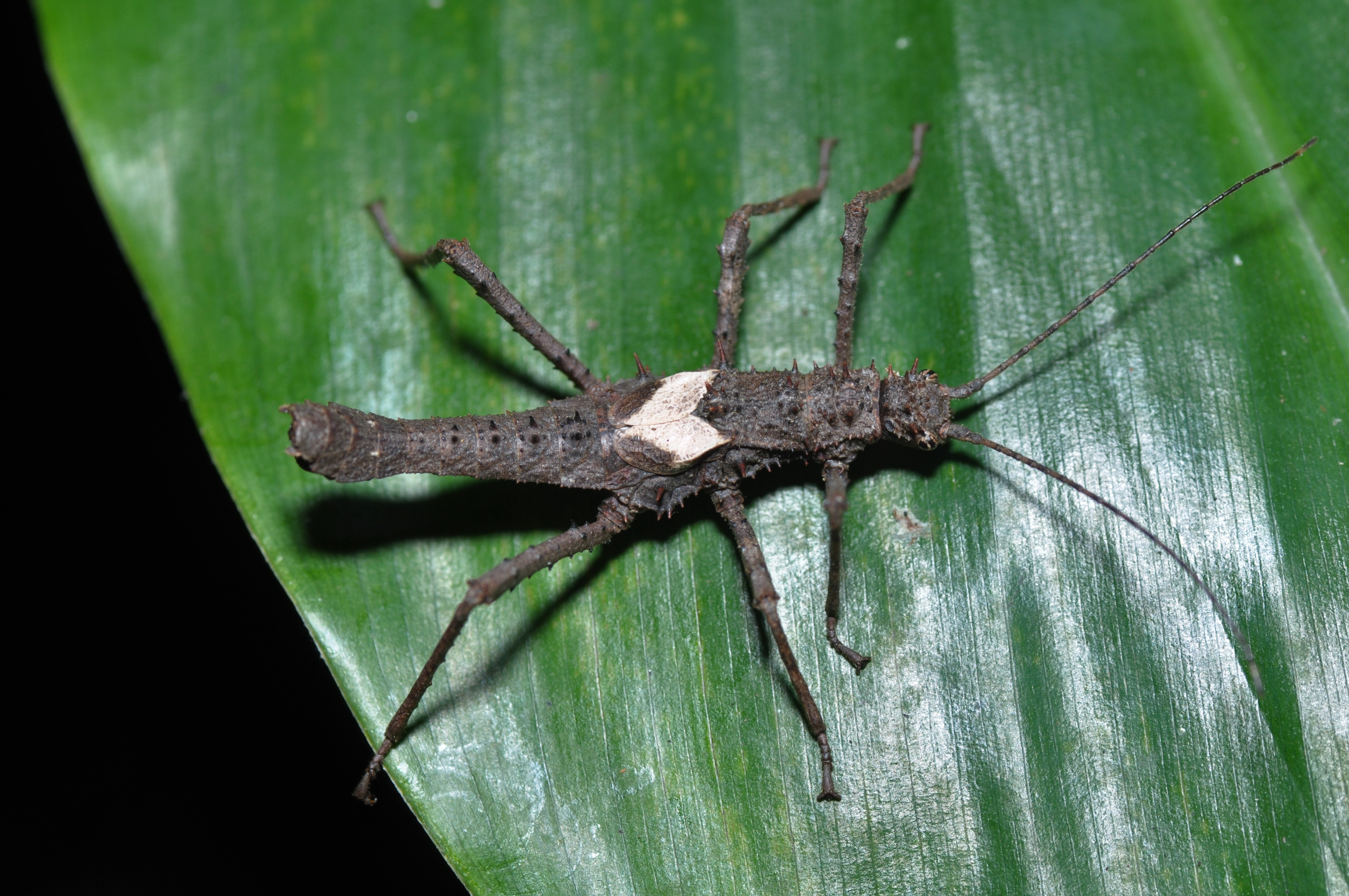
Haaniella parva, Männchen
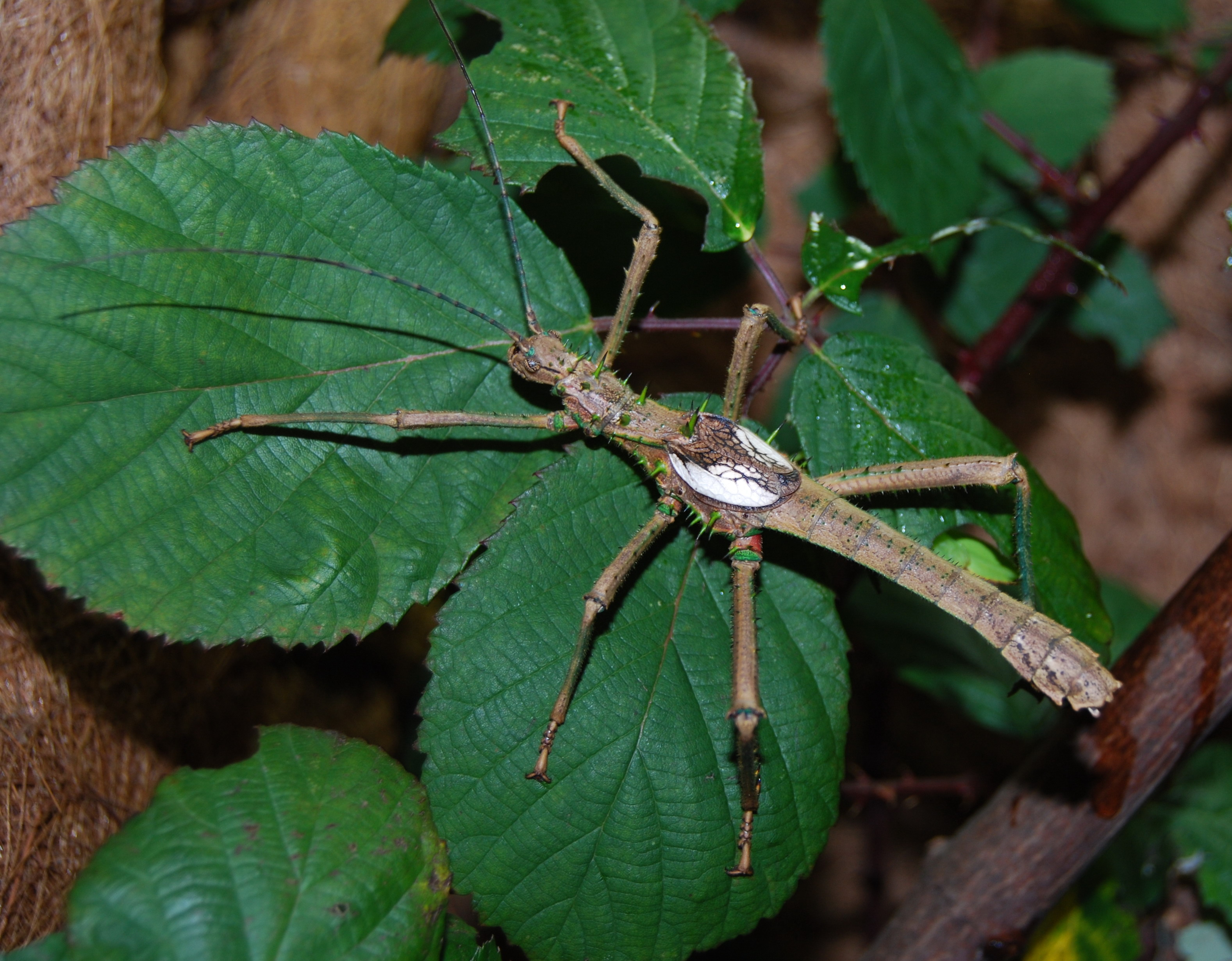
Haaniella saussurei, Männchen
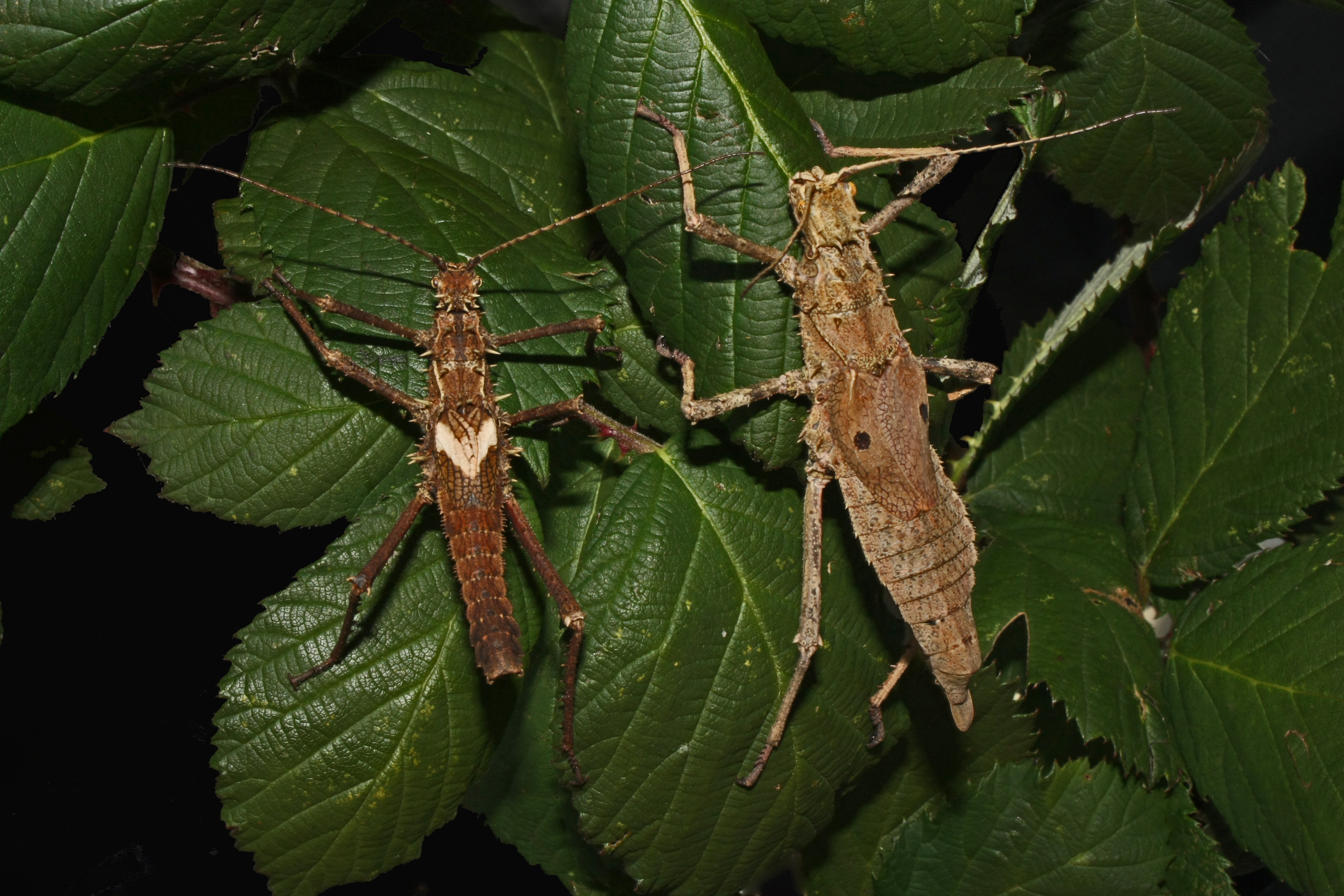
Haaniella scabra, Pärchen